# Чжан Сянсян
Чжан Сянсян (кит. 张湘祥, 16 июля 1983, провинция Фуцзянь) — китайский тяжелоатлет. Олимпийский чемпион игр 2008 года. Бронзовый призёр Олимпийских игр 2000 года.